# Anthophora albiceps
Anthophora albiceps är en biart som beskrevs av Heinrich Friese 1917. Anthophora albiceps ingår i släktet pälsbin, och familjen långtungebin. Inga underarter finns listade i Catalogue of Life.